# Gerard Salton
Gerard Salton, né Gerhard Anton Sahlmann, aussi connu comme Gerry Salton, né le 8 mars 1927 à Nuremberg, mort le 28 août 1995, est un scientifique, chercheur en informatique, professeur à l'Université Cornell. 
Salton est l'un des pionniers dans le domaine de la Recherche d'information en informatique. Une de ses contributions les plus importantes est le développement du modèle vectoriel  pour la recherche d'information, et le développement du SMART Information Retrieval System qu'il initia à l'Université Harvard.

## Publications
Salton publia environ 150 articles scientifiques et cinq ouvrages.
- (en) Gerard Salton et M. J. McGill, Introduction to Modern Information Retrieval, 1983 [détail des éditions]